# Eleccions municipals de 2015 a Valls
Les eleccions municipals de 2015 a Valls van ser unes eleccions locals que es van celebrar el diumenge 24 de maig de 2015 a Valls, a l'Alt Camp, com a part de les eleccions municipals espanyoles. Es van triar els 21 regidors de l'Ajuntament de Valls.

## Sistema electoral
Les eleccions als ajuntaments de l'Estat espanyol estan fixades per celebrar-se el quart diumenge de maig cada quatre anys. El sistema electoral fa servir la regla D'Hondt amb representació proporcional, llistes tancades i una barrera electoral del 5% dels vots vàlids, que inclou els vots en blanc. La votació per a l'assemblea local es basa en el sufragi universal.
En les eleccions municipals, la circumscripció electoral és el municipi i el nombre d'escons (o sigui, regidors) a triar del municipi es determina en funció del nombre d'habitants censats en aquest municipi. En el cas de Valls, en tenir 17.313 persones censades, l'hi correspon 21 regidors.

## Candidatures
El 28 d'abril del mateix any, la Junta Electoral de Zona de Valls va proclamar sis candidatures del municipi de Valls en el Butlletí Oficial de la Província de Tarragona.
| Partit polític | Partit polític                                                       | Cap de llista             | Llista de candidats |
| -------------- | -------------------------------------------------------------------- | ------------------------- | --- |
|                | Convergència i Unió (CiU)                                            | Albert Batet Canadell     | Llista 1. Albert Batet Canadell 2. Martí Barberà Montserrat 3. Judit Fàbregas Gaya 4. Joan Carles Solé Estil.les 5. Assumpció Casañas Pareta 6. Jordi Garcia Ventura 7. Bàrbara Flores Vera 8. Eduard González Ribas 9. Dolors Farré Cuadras 10. Manel Odina Roig 11. Marc Ayala Vallvey 12. Enric Garcia Carmona 13. Francesc Rull Ferré 14. Carme Ferrando Folch 15. Laura Nadal Abellà 16. Albert Bigorra Sugrañes 17. Ramon Giró Batalla 18. Albert Oliva Ramal 19. Elisabet Salat Felip 20. Pepita Tomàs Mateu 21. Carme Mansilla Cabré Suplents: Sergi Martínez Caro, Aïda Sánchez Martínez, Sergi Iglesias Rius, Cristian Garcia Trampal, Assumpció Roig Bigorra, Ignasi Urquia Benaiges, Àngels Folch Fuster, Lídia Esteve Jornet, Jordi Peris Gomà, Medir González Castells |
|                | Esquerra Republicana de Catalunya-Acord Municipal (ERC-AM)           | Jordi Cartanyà i Benet    | Llista 1. Jordi Cartanyà i Benet 2. Òscar Peris i Ròdenas 3. Núria Gavarró i Rodríguez 4. Francesc Anguela i Bonet 5. Tània Guasch i Gascón (Ind.) 6. Pau Tondo i Bravo (Ind.) 7. Josep Maria Roset i Rubió (Ind.) 8. Carles Rabadà i Garcés de Marcilla (Ind.) 9. Maria Magdalena Jové i Guasch 10. Teresa Rull i Ferré 11. Gemma Montserrat i Castellví (Ind.) 12. German Rull i Tejero (Ind.) 13. Gisela Benedicto i López (Ind.) 14. Adrià Martínez i Masip (Ind.) 15. Guillem Nuet i Soto (JERC) 16. Gabriel Duch i Serra (Ind.) 17. Teresa Reverté i Calull (Ind.) 18. Elisabet Cabilla i Quiros (Ind.) 19. Xavier Marimon i Montserrat 20. Gladys Ester Leiva i Muñoz (Ind.) 21. Andreu Garcia i Jané Suplents: Maria Lourdes Urbistondo i Gómez (Ind.), Josep Maria Pallàs i Guasch, Maria Concepció Iglesias i Moncunill, Robert Marimon i Llauradó (Ind.), Lluís Musté i Grau, Blanca Cartanyà i Gutiérrez (JERC), Andreu Fernàndez i Mateu (Ind.), Judit Ciurana i Prast, Jordi Secall i Badia, Egberto Marques de Matos (Ind.) |
|                | Crida per Valls-Candidatura d'Unitat Popular-Poble Actiu (CV-CUP-PA) | Francesc Martinell Urgell | Llista 1. Francesc Martinell Urgell 2. Paloma Vicente Vives 3. Jordi Robert Caselles 4. Ester Huguet Roselló 5. Cristina Arias Crusells 6. Tais Bastida Aubareda 7. Laura Pérez Muñoz 8. Elisenda Trilla Ferré 9. Joan Segura Moreno 10. Enrique Vidaurrazaga Meza 11. Meritxell Duch Sans 12. Maria José Santiago Gómez de Agüero 13. Roger Montalà Martínez 14. Marc Magre Rosich 15. Mario González Díaz 16. Montserrat Casellas Miró 17. Arnau Dalit Recasens 18. Roser Roselló Amill 19. Ariadna Vives López 20. Marc Guasch Ferrando 21. Míriam Culleré Pié Suplents: Lurdes Quintero Gallego, Gerard Nogués Balcells, Jordi Escoda Cusidó, Aida Garcia Secall, Ton Úbeda Gaya, Ventura Camps Sanroma |
|                | Partit dels Socialistes de Catalunya-Candidatura de Progrés (PSC-CP) | Rosa Maria Ibarra i Ollé  | Llista 1. Rosa Maria Ibarra Ollé 2. Josep Batet Fortuny (Ind.) 3. Juan Felipe Martínez Andrés 4. Asun Fernández Moncusi 5. Manel Ordoño Ferré 6. Juanjo Gómez Navarro 7. María Jose Sampedro Montel 8. Maite Morgado González 9. Máxima Serrano Gassó 10. Jesús Andion García (Ind.) 11. Francesc Xavier Mañé García 12. Judit Gistau Vallverdú 13. Miguel Angel Sánchez Cerro 14. Maria del Valle Carmona Ruiz 15. Diego Cabrera Montalban 16. Lourdes Gutierrez Matamoros 17. Joan Antoni Riola Soriano 18. Núria Cuadrat Amigó 19. Joan Abat Solé 20. Maria Nieves Fulgueiras Ponz 21. Jordi Gabàs Romans |
|                | Partit Popular (PP)                                                  | Francesc Caballero Ristol | Llista 1. Francesc Caballero Ristol 2. Félix Bello López 3. Salvador Luis Marias Gaspà 4. María Isabel de Castro Martínez (Ind.) 5. Ana Belén Vázquez González (Ind.) 6. Gracia Carmen Albea Miranda 7. Jose Antonio Galera Rodrigo (Ind.) 8. Félix Benjamín Moralejo Cuadrado 9. Encarnació Mestres Velázquez 10. Maria Candela Dalmau Rius 11. Pere Prat Jordà 12. Maria Àngels Garcia Gonzàlez 13. Antonio Sorroche Mañas 14. Manuela Arroyo Medina (Ind.) 15. Rafael Perea Membrillera 16. Maria Teresa Calvet Sans 17. Maria Dolors Llusà Garriga (Ind.) 18. Juan Carlos Bello López 19. Maria Teresa Gaspà Rovira 20. Antonio Galera Caparrós 21. Alberto Tejero Andrés |
|                | Compromís per Valls-Icv-Euia-E (CPV-ICV-EUiA-E)                      | Ramon Font Herrera        | Llista 1. Ramon Font Herrera (Ind.) 2. Gerard Güell Pàmies (Ind.) 3. Eva Moreno Herrera (Ind.) 4. Ana Mateu Crespo (Ind.) 5. Sergio Martínez Rodenas (ICV) 6. David Prats Jiménez (Ind.) 7. Natàlia Alcántara Reche (Ind.) 8. Verónica Rubio Lorente (EUiA) 9. Manuel Rodríguez Carmona (Ind.) 10. Iván González Asensio (EUiA) 11. Júlia López Garcia (Ind.) 12. José Guzmán Cañamero (EUiA) 13. José Luís García Parra (Ind.) 14. Angelina Marín Galván (Ind.) 15. Elena Soriano Martínez (Ind.) 16. Concepción Expósito Leal (Ind.) 17. Núria Molné Vallvé (Ind.) 18. Fermín Royano Manera (ICV) 19. Antònia Solé Bosch (ICV) 20. Juan Solé Tondo (ICV) 21. Enric Verdú Font (ICV) Suplents: José Luis Iglesias Cabrera (Ind.), Ana Muñoz Borrego (Ind.), Julian David Galban Santana (Ind.) |

## Jornada electoral

### Constitució de les meses
En aquell moment, Valls tenia una població de 24.570 habitants, dels quals 17.313 persones van ser cridades a votar en alguna de les 28 meses que es van constituir al municipi.

### Participació
La participació en aquestes eleccions va ser de 56,9%, el qual cosa implica que un total de 9.843 ciutadans del municipi van decidir exercir el seu dret a vot. Comparant aquesta participació amb la mitjana catalana, Valls va registrar una xifra pràcticament idèntica, situant-se en 1,7 punts percentuals per sota.
A continuació, es presenta una taula amb els percentatges de participació registrats a diferents hores del dia de les eleccions:
| Hores              | Valls         |
| ------------------ | ------------- |
| Participació (14h) | 32,4% ( 1,3%) |
| Participació (18h) | 42,7% ( 3,3%) |
| Participació (20h) | 56,9% ( 1,3%) |